# ニコライ・アパリコフ
ニコライ・アパリコフ（ロシア語: Николай Сергеевич Апаликов, 1982年8月26日 - ）は、ロシアの男子バレーボール選手。オルスク出身。ポジションはミドルブロッカー。元ロシア代表。

## 来歴
2000年にロシア・スーパーリーグのロコモティフ・イズムルードへ入団し、7年間プレーする。2007年に移籍したゼニト・カザンではリーグ優勝5回、ロシアカップ優勝5回、欧州チャンピオンズリーグ優勝3回を果たした。
2005年にロシア代表に選出され、2011年にワールドリーグで優勝、ワールドカップで金メダルを獲得。2012年ロンドンオリンピックで金メダルを獲得した。2013年のワールドリーグ、欧州選手権においても優勝した。

## 球歴
- オリンピック - 2012年（金メダル）
- ワールドカップ - 2011年（金メダル）
- ワールドリーグ - 2011年（優勝）、2013年（優勝）
- 欧州選手権 - 2013年（優勝）

## 所属クラブ
- ロコモティフ・イズムルード（2000-2007年）
- ゼニト・カザン（2007-2015年）
- ガスプロム・ユグラ（2015-2016年）
- クズバス（2016-2018年）
- ロコモティフ・ノヴォシビルスク（2018-2019年）